# Sisurcana furcatana
Sisurcana furcatana är en fjärilsart som beskrevs av Powell 1986. Sisurcana furcatana ingår i släktet Sisurcana och familjen vecklare. Inga underarter finns listade i Catalogue of Life.